# Musikverein

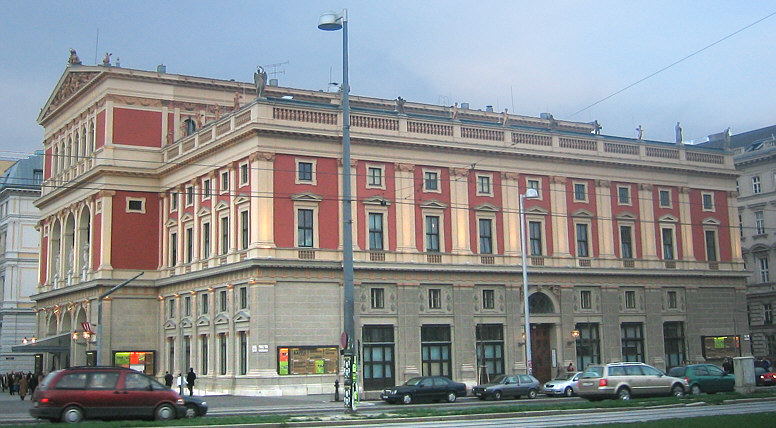
Budova Musikverein (boční pohled)

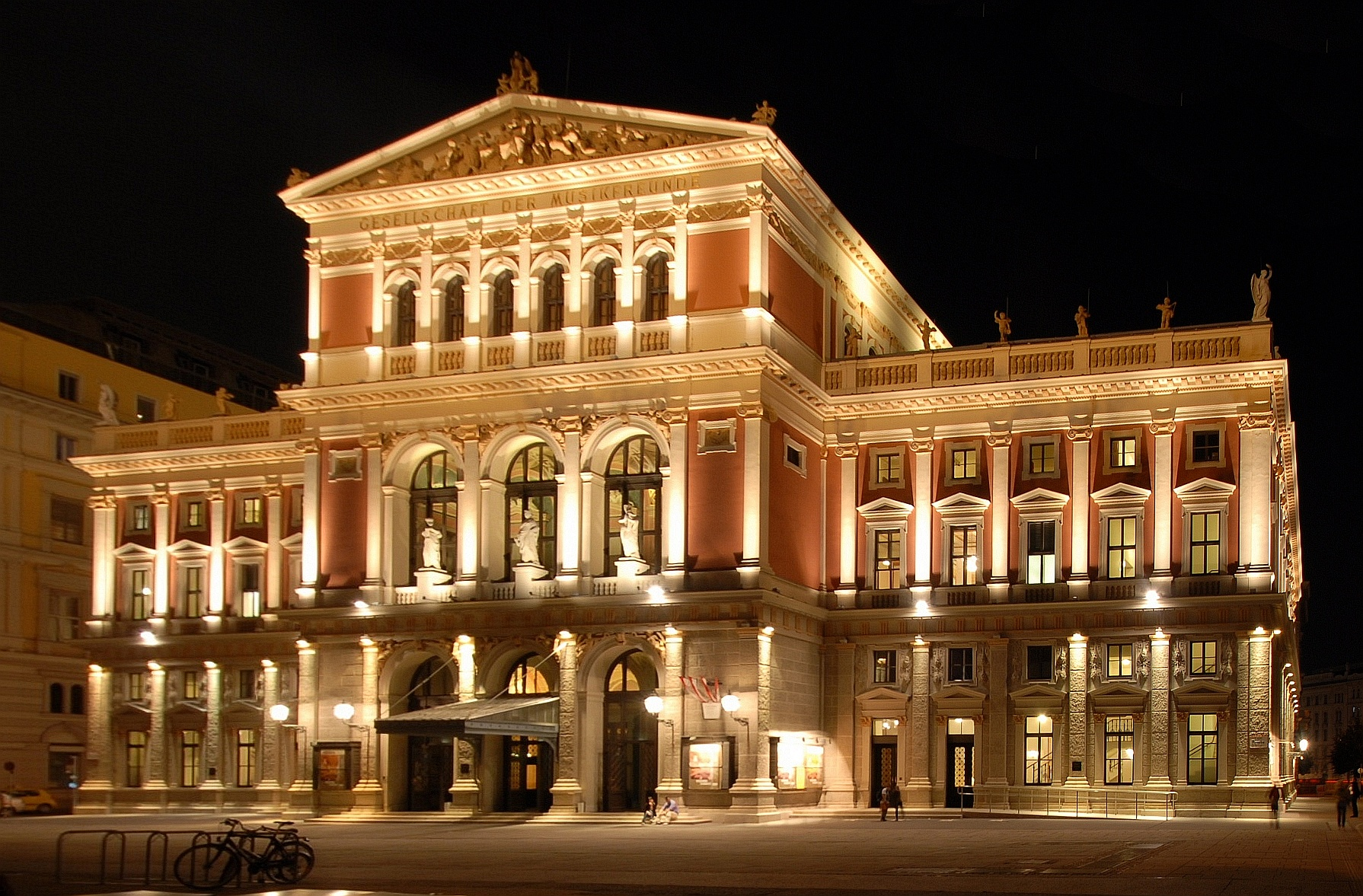
Budova Musikverein (čelní pohled)

Wiener Musikverein, obvykle jen Musikverein (česky Vídeňský Hudební spolek), je jednak vžité pojmenování budovy vyhlášeného koncertního sálu ve Vídni a rovněž běžně používané jméno Společnosti přátel hudby ve Vídni (Gesellschaft der Musikfreunde in Wien), založené v roce 1812, která je vlastníkem této budovy.

## Budova
Budova sama je situována na jižním okraji historického centra Vídně, na ulici Dumbastraße naproti Hotelu Imperial, mezi ulicí Bösendorferstraße a Karlovým náměstím, kde sídlí rovněž Vídeňská technická univerzita, nedaleko komplexu Belveder, kilometr severně od vídeňského hlavního nádraží.
Koncertní budova byla postavena na pozemku, který získal Hudební spolek, plným jménem Gesellschaft der Musikfreunde in Wien, od císaře Františka Josefa I. Císař byl následně tím, kdo budovu spolku slavnostně otevíral, a to 6. ledna 1870.
Teprve s jistým odstupem byly v budově nainstalovány varhany od firmy Rieger (1907).
Koncertní budova je známá kvalitní akustikou Velkého sálu Hudebního spolku (Großer Musikvereinssaal), známého rovněž jako Zlatý sál (Goldener Saal), který je řazen mezi tři nejlepší koncertní prostory světa, a to společně se sálem Boston's Symphony Hall v Bostonu (USA) a Concertgebouw v Amsterdamu. Právě ve Velkém (Zlatém) sále se koná vždy 1. ledna Novoroční koncert Vídeňských filharmoniků (Neujahrskonzert).
V roce 2001 prošla budova celkovou rekonstrukcí.

## Sály
| Název sálu                               | Originální název sálu                      | Délka × šířka | Výška   | Počet míst                       |
| ---------------------------------------- | ------------------------------------------ | ------------- | ------- | -------------------------------- |
| Velký sál Hudebního spolku (Zlatý sál)   | Großer Musikvereinssaal (Goldener Saal)    | 48,8 × 19,1 m | 17,75 m | 1744 k sezení a asi 300 ke stání |
| Brahmsův sál                             | Brahms-Saal                                | 32,5 × 10,3 m | 11 m    | 600 k sezení                     |
| Skleněný sál / Velké auditorium          | Gläserner Saal / Magna Auditorium          | 22 × 12,5 m   | 8 m     | 380 k sezení                     |
| Kovový sál                               | Metallener Saal                            | 10,5 × 10,8 m | 3,2 m   | 126 k sezení                     |
| Hvězdný sál / auditorium Horsta Hascheka | Steinerner Saal / Horst Haschek Auditorium | 13 × ~8,6 m   | ~3,3m   | 70 k sezení                      |

## Orchestr
Budova Hudebního spolku je sídlem orchestru Wiener Philharmoniker (Vídeňští filharmonikové), ale koncertují v ní i jiná tělesa z Rakouska i ze zahraničí.